# Rupe, Velike Lašče
Rupe este o localitate din comuna Velike Lašče, Slovenia, cu o populație de 4 locuitori.